# Divorcio
| Оценки критиков | Оценки критиков |
| Источник        | Оценка          |
| --------------- | --------------- |
| Billboard       | Положительн.    |

Divorcio (Диво́рсио) — студийный альбом Хулио Иглесиаса, выпущенный в 2003 году на лейбле Columbia Records.

## Музыкальная критика
Американский журнал «Билборд» в своей рецензии первым делом отметил неожиданно негативный, даже шокирующий титул альбома (Divorcio, «Развод»). По словам критика, название, как оказывается, отражало содержание: музыка на альбоме была романтичной, а тексты большинства песен были полны разочарования. Также критик особо отметил(а) некоторое раздражение, которое вызывала у неё (него) манера Иглесиаса на этом альбоме обрывать концы фраз, «оставляя нас напряжённо пытающимися расслышать, что он сказал».

## Список композиций
| №                   | Название                                     | Автор(ы)                                   | Длительность |
| ------------------- | -------------------------------------------- | ------------------------------------------ | ------------ |
| 1.                  | «Divorcio»                                   | Julio Iglesias, Rene Toledo                | 4:00         |
| 2.                  | «Corazon de Papel»                           | Rafael Ferro, Julio Iglesias, Roberto Livi | 3:57         |
| 3.                  | «Criollo Soy»                                | Julio Iglesias, Rene Toledo                | 3:56         |
| 4.                  | «Que Ganaste»                                | Rafael Ferro, Roberto Livi                 | 3:01         |
| 5.                  | «Como Han Pasado los Anos»                   | Rafael Ferro, Roberto Livi                 | 3:32         |
| 6.                  | «La Carretera»                               | Rafael Ferro, Roberto Livi                 | 4:39         |
| 7.                  | «La Ciudad de Madrugada»                     | Julio Iglesias, Roberto Livi, Rudy Pérez   | 5:08         |
| 8.                  | «El Bacalao»                                 | Julio Iglesias, Rene Toledo                | 4:31         |
| 9.                  | «Echame a Mi la Culpa»                       | Jose Espinoza                              | 3:51         |
| 10.                 | «Esa Mujer»                                  | Julio Iglesias, Roberto Livi, Rudy Pérez   | 3:04         |
| 11.                 | «Crazy in Love»                              | Randy McCormick, Even Stevens              | 3:30         |
| 12.                 | «Extranos Nada Mas (A Man Could Get Killed)» | Bert Kaempfert                             | 2:41         |
| Общая длительность: | Общая длительность:                          | Общая длительность:                        | 45:50        |

## Чарты
| Чарт (2003)                      | Наив. поз. |
| -------------------------------- | ---------- |
| США (Billboard Latin Pop Albums) | 6          |
| США (Billboard Top Latin Albums) | 9          |

### Итоговые чарты за год
| Чарт (2003)        | Поз. |
| ------------------ | ---- |
| Spain (PROMUSICAE) | 17   |